# 京都市立小栗栖中学校
京都市立小栗栖中学校（きょうとしりつ おぐりすちゅうがっこう）は、京都府京都市伏見区石田川向にある市立中学校。

## 教育目標
- 『人権を尊重し 自ら学ぼうとする意欲を持ち 創造的で個性豊かな生徒を育成する』

## 交通
- 醍醐コミュニティバス1号路線 小栗栖中学校前すぐ
- 京都市営地下鉄東西線 石田駅徒歩約5分
- JR西日本奈良線 六地蔵駅徒歩約15分
- 京阪電鉄宇治線 六地蔵駅徒歩約15分

## 沿革
- 1975年
  - 4月 - 京都市立醍醐中学校の分校として開校
  - 8月 - 体育館竣工
  - 12月 - プール竣工
- 1976年4月 - 京都市立小栗栖中学校として開校
- 2025年3月31日　京都市立栄桜小中学校へ統廃合のため、閉校

## 部活動

### 体育系
- サッカー
- 野球
- 卓球
- ソフトテニス (女子)
- バレーボール (男子・女子)
- 陸上競技

### 文化系
- 吹奏楽
- 家庭科
- 美術

## 通学区域が隣接している学校
- 京都市立春日丘中学校
- 京都市立栗陵中学校
- 京都市立勧修中学校
- 京都市立深草中学校
- 京都市立藤森中学校
- 京都市立桃山中学校
- 宇治市立木幡中学校